# St. Martin (Essern)
Koordinaten: 52° 27′ 26,8″ N, 8° 44′ 55,7″ O
Die evangelische Martinskirche in Essern, einem Ortsteil von Diepenau im niedersächsischen Landkreis Nienburg/Weser, gehört zum Kirchenkreis Stolzenau-Loccum und damit zur Evangelisch-lutherischen Landeskirche Hannover. Namensgeber der Kirche ist Martin von Tours. 

## Gebäude
1587 bestand hier eine Fachwerkkapelle. Wegen Baufälligkeit wurde sie 1939 gesperrt und später abgebrochen.
Die Martinskirche wurde von 1953 bis 1954 als geostete Saalkirche in der Ortsrandlage an der Esserner Kirchstraße nach Entwürfen von August Albert Steinborn erbaut. Der rechteckige Westturm von 1866 steht unter einem Zeltdach, das Schiff auf einem Bruchsteinsockel und unter einem Satteldach. Als L-förmiger Bau schließt das Gemeindehaus an. 

## Orgel
Die Orgel wurde von 1958 bis 1959 von Emil Hammer Orgelbau aus Hemmingen-Arnum erbaut und 2004 saniert. 

## Gemeinde
Zur Martinsgemeinde gehören die Ortschaften Essern, Nordel und Steinbrink. In Nordel befindet sich eine Kapelle. 